# Rețea pătrată
|                            |                              |
| pătrată verticală (simplă) | pătrată diagonală (centrată) |

Pavare pătrată. Vârfurile tuturor pătratelor formează o rețea pătrată verticală. Pentru fiecare culoare, centrele pătratelor acelei culori formează o rețea pătrată diagonală care este la o scară liniară de ori mai mare decât rețeaua pătrată verticală.

În matematică rețeaua pătrată este un tip de rețea într-un spațiu euclidian bidimensional. Este versiunea bidimensională a rețelelor de întregi, notată prin Z2. Este una dintre cele cinci tipuri de rețele bidimensionale clasificate după grupurile de simetrie; grupul său de simetrie în notația IUC este p4m⁠(d), în notația Coxeter [4,4], iar în notația orbifold *442.
Două orientări ale unei imagini a rețelei sunt cele mai comune. Ele pot fi denumite în mod convenabil rețeaua pătrată verticală și rețeaua pătrată diagonală; acesta din urmă se mai numește și rețea pătrată centrată. Ele diferă de fapt printr-o rotație de 45°. Acest lucru este legat de faptul că o rețea pătrată poate fi împărțită în două subrețele pătrate, așa cum este evident în colorarea unei table de șah.

## Simetrie
Categoria simetriei rețelei pătrate este grupul de tapet⁠(d) p4m. Un model cu această rețea de simetrie de translație nu poate avea mai mult, dar poate avea mai puțină simetrie decât rețeaua în sine. O rețea pătrată verticală poate fi văzută ca o rețea pătrată diagonală cu o dimensiune a ochiurilor de {\displaystyle {\sqrt {2}}} ori mai mare, având în plus și centrele pătratelor. Analog, după adăugarea centrelor pătratelor la o rețea pătrată verticală se obține o rețea pătrată diagonală cu o dimensiune a ochiului care este de {\displaystyle {\sqrt {2}}} ori mai mică decât cea a rețelei originale. Un model cu simetrie de rotație cu 4 poziții are o rețea pătrată de centre de rotație cu 4 poziții care este cu un factor de {\displaystyle {\sqrt {2}}} mai mică și orientată diagonal față de rețeaua cu simetrie de translație.
Cu privire la axele de reflexie, există trei posibilități:
- Niciuna. Acesta este grupul de tapet p4.
- În patru direcții. Acesta este grupul de tapet p4m.
- În două direcții perpendiculare. Acesta este grupul de tapet p4g. Punctele de intersecție ale axelor de reflexie formează o rețea pătrată care este la fel de fină, și orientată la fel cu rețeaua pătrată de centre de rotație cu 4 poziții, cu aceste centre situate în centrele pătratelor formate de axele de reflexie.

| | | |
| Grupul de tapet p4, cu aranjarea în interiorul unei celule primitive a centrelor de rotație cu 2 și 4 poziții (aplicabil și pentru p4g și p4m). Un domeniu fundamental este indicat cu galben. | Grupul de tapet p4g. Există axe de reflexie în două direcții, dar nu prin centrele de rotație cu 4 poziții. | Grupul de tapet p4m. Există axe de reflexie în patru direcții, prin centrele de rotație cu 4 poziții. În două direcții axele de reflexie sunt orientate la fel, și la fel de dense ca cele pentru p4g, dar translate. În celelalte două direcții, acestea sunt liniare, de {\displaystyle {\sqrt {2}}} ori mai dense. |